# Авангард (мини-футбольный клуб, Жёлтые Воды)
«Авангард» (Жёлтые Воды) — украинская мини-футбольная команда, участник чемпионата Украины по мини-футболу 1994 и 1996 годов.

## История

МФК «Авангард», 1993 год

Одноимённая команда из города Жёлтые Воды выступала в 60-е годы в чемпионате Днепропетровской области по футболу, а также в любительском чемпионате Украины по футболу. В 1992—1993 годы в первом чемпионате независимой Украины среди КФК Жёлтые Воды представляла команда «Сириус». Выиграв турнир в своей зоне, в следующем сезоне команда заняла первое место в третьей лиге и получила право участия во второй лиге чемпионата Украины. В 1995 году «Сириус» объединился с криворожским «Спортинвестом» и стал представлять Кривой Рог.
Организатором команды «Авангард» стал Виктор Коваленко. Команда не обладала стабильным финансированием, от игры к игре с мини-футболистами могли рассчитываться различные спонсоры. В составе «Авангарда» не было игроков-звёзд, некоторые из игроков одновременно выступали и в любительском чемпионате страны по футболу.
В 1993 году «Авангард» начал принимать участие во всеукраинских турнирах по мини-футболу. Первым крупным турниром для команды стал «Кубок Большого Днепра», проходивший в Запорожье. «Авангард» принял участие в чемпионате Украины 1993/94 и занял седьмое место среди шестнадцати команд, а Виктор Бакум, игравший в «Авангарде», стал лучшим бомбардиром турнира (58 голов в 25 играх). Следующим и последним выступлением «Авангарда» чемпионате Украины стал сезон 1996 года. Команда выступила неудачно, заняв четырнадцатое, последнее место в чемпионате.
В 1999 году в Жёлтых Водах создана Ассоциация мини-футбола (футзала), президентом которой избран арбитр ФИФА Юрий Зорин.